# Интерлейкин 19
Интерлейкин 19  (англ. Interleukin-19, IL-19) — цитокин, продукт гена человека IL19.

## Структура
Альтернативный сплайсинг приводит к образованию 3 изоформ. Основная изоформа 1 интерлейкина 19 состоит из 177 аминокислот, молекулярная масса 20,5 кДа. 

## Функции
Интерлейкин 19 принадлежит к цитокиновому семейству интерлекина 10, в которое входят также интерлейкины 20, 22, 24 и 26. Экспрессирован предпочтительно в моноцитах и B-лимфоцитах. Связывается с комплексом рецептора интерлейкина 20 (IL-20R), что приводит к активации STAT3. Этот же рецептор распознаёт интерлейкины 20 и 24. У мыши увеличивает экспрессию интерлейкина 6 и ФНО и индуцирует апоптоз. Таким образом, играет роль в воспалительном процессе.
Ген IL19 стимулируется ГМ-КСФ, липополисахаридом и Pam3CSK4
Интерлекин 19 обладает множественными плейотропными противовоспалительными воздействиями на сосудистые гладкомышечные клетки. Цитокин стимулирует STAT3-опосредованную экспрессию SOCS5, который заглушает процессы активации, включая передачу сигнала. Он также может снижать экспрессию и цитоплазматическую транслокацию регуляторного белка HuR, который стабилизирует мРНК и способствует транскрипции, что приводит к затиханию пролиферации и экспрессии провоспалительных генов. Наконец, интерлейкин 19 может способствовать экспрессии гемоксигеназы HO-1, которая снижает уровень внутриклеточных активных радикалов кислорода. Эти механизмы могут не обязательно исключают друг друга и могут действовать совместно.